# Jane Doe
Pour les articles homonymes, voir Jane Doe (homonymie) et Doe.
Ne doit pas être confondu avec John Doe.

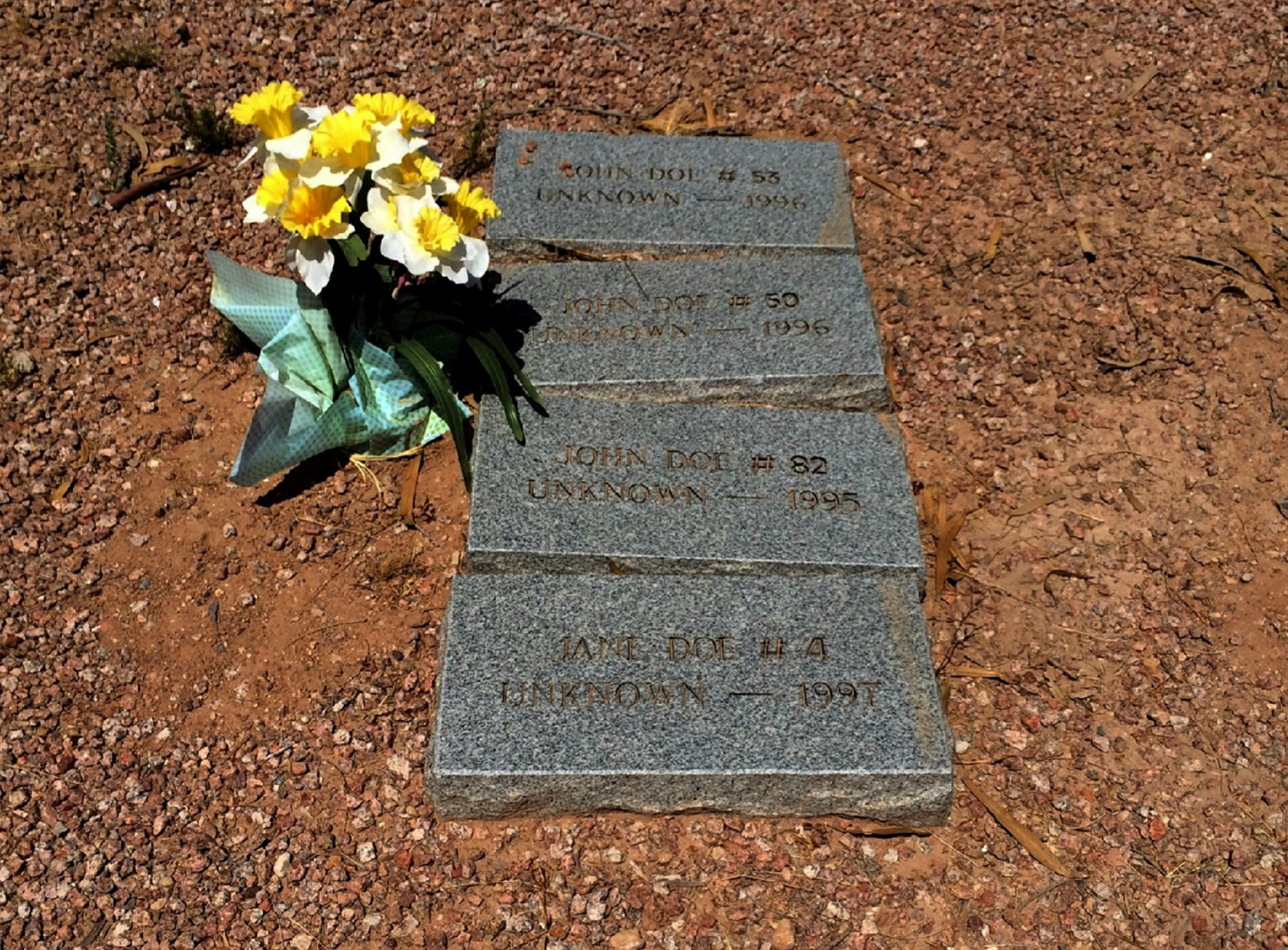
Pierres tombales de quatre personnes inconnues, désignées par les noms Jane Doe et John Doe.

En anglais, Jane Doe (version masculine : John Doe) est une expression qui désigne une personne non identifiée ou une femme lambda : « Madame X », « Madame Untel », « Madame Durand », « Madame Dupont », « Madame Tout-le-monde », « un citoyen Lambda », « Tartempion ».

## Utilisation
Dans de nombreux pays, on constate que le nom employé comme appellation générique n'est pas le nom réellement le plus répandu. Dans les pays anglophones, le nom le plus courant est généralement John Smith ou M. Smith, tandis qu'en France et en Espagne le nom le plus courant est Martin et Martinez, respectivement. Au Québec, il s'agit de Tremblay.
La dénomination « John Doe » apparaît en 1768 dans le droit coutumier anglais, où elle désigne un plaignant inconnu, alors qu'un accusé anonyme est appelé « Richard Roe ».
L'expression est employée dans les administrations anglo-saxonnes pour désigner une personne non identifiée : une blessée inconsciente ou une morte qui n'a pas de papiers d'identité sur elle est enregistrée sous le nom de « Jane Doe » (« John Doe » pour un homme) par l'hôpital.